# Roustabout
Roustabout (bra: Carrossel de Emoções; prt: Romance no Luna Parque) é um filme que talvez tenha sido o último grande sucesso de bilheteria de Elvis Presley no cinema no final do ano de 1964. O filme é descrito por alguns como um musical de bom nível, contando com bons momentos em sua parte musical, onde Elvis desempenha bons números. O filme conta com as presenças da atriz norte-americana Barbara Stanwyck e, da até então iniciante Raquel Welch em seu elenco de apoio. O roteiro do filme foi indicado como melhor roteiro de musical americano pelo "Writers Guild of America". Barbara Stanwyck, que na época das filmagens era detentora de consagração como atriz, estava com quase 60 anos de idade e perto de completar 40 anos de carreira cinematográfica, tinha sido indicada em quatro oportunidades ao Óscar, além de ganhar em 1982 um Óscar pelo conjunto da obra, cinco indicações ao Emmy com três conquistas, quatro indicações ao Globo de Ouro, tendo vencido em uma ocasião, além de um prêmio honorário, o que proporcionou um clima de qualidade ao filme.

## Sinopse
Elvis interpreta um rapaz de nome Charlie Rogers que ambiciona ser cantor, porém, ele divide-se em dar prosseguimento na busca de sua maior aspiração, que adquire impulso quando um empresário assiste uma de suas performances em um parque de diversões, convidando-o posteriormente para empresariá-lo, ou, seguir avante na carreira de cantor amador no já mencionado parque, devido ao fato de um amor ardente que ele nutre pela filha do proprietário do parque, que por sinal, não possui muita afeição para com ele.

## Elenco
- Elvis Presley...Charlie Rogers
- Barbara Stanwick...Maggie Morgan
- Joan Freeman...Cathy Lean
- Leif Erickson...Joe Lean

## Indicação
- 1965 - Writers Guild of America - Indicado como melhor roteiro de musical americano (Anthony Lawrence e Allan Weiss);

## Avaliações
- 4/5 ou 8/10